# Killer Ethyl
Killer Ethyl est un groupe de rock français, originaire de la métropole lilloise. Formé en 1979 et composé des trois musiciens Raisin Sec (guitare électrique, chant), Bambi (guitare basse, chant) et Tryphon (batterie, chant), il est directement issu d'un des premiers groupes punk du Nord de la France, « les Rollmops » (1977-1979). Actif jusqu'en 1990, il a continué à produire quelques titres sous le nom de « Réunion Tupéroir » jusqu'en 1994, et s'est réuni le temps d'un concert à l'Aéronef en 2012.

## Biographie
Les prémices du groupe datent de la fin des années 1970 avec le groupe punk « les Rollmops », formé par quatre camarades du lycée Gambetta de Tourcoing. Après plusieurs changements successifs de nom et de membres, le groupe « Killer Ethyl » est définitivement formé, composé de « Raisin Sec » à la guitare électrique, « Bambi » à la guitare basse et « Tryphon » à la batterie. Fait notable, les 3 musiciens chantent.
Le groupe se produit pendant 10 ans et effectue un peu plus de 80 concerts, principalement dans le département du Nord mais également à Amiens, Lyon et au Golf-Drouot à Paris. Il bénéficie alors d’une critique élogieuse dans des magazines tels que Best,,,, Rock’n Folk, Paris Match et Presto!. En 1985, le titre « J'artourne à l'fabrique » devient l'une des premières chansons de rock écrites entièrement en ch'ti, et est encore citée de nos jours comme une chanson représentative des départements du Nord et du Pas-de-Calais.
Après un dernier single paru en 1991 sous le nom de « Réunion Tupéroir », le groupe se sépare. Il se reformera le temps de 2 concerts d’anthologie en 1999 et en 2012.

## Style musical
Son style est caractérisé par une musique rapide et décalée, un travail sur la polyphonie vocale et des textes en Français à tendance humoristique et second degré. Il est également connu pour avoir composé l'un des premiers morceaux de rock écrit en ch'ti.

## Discographie
Sauf mention contraire, cette discographie est établie à partir de Discogs et Nordwaves.